# Fjodor Iwanowitsch Buslajew

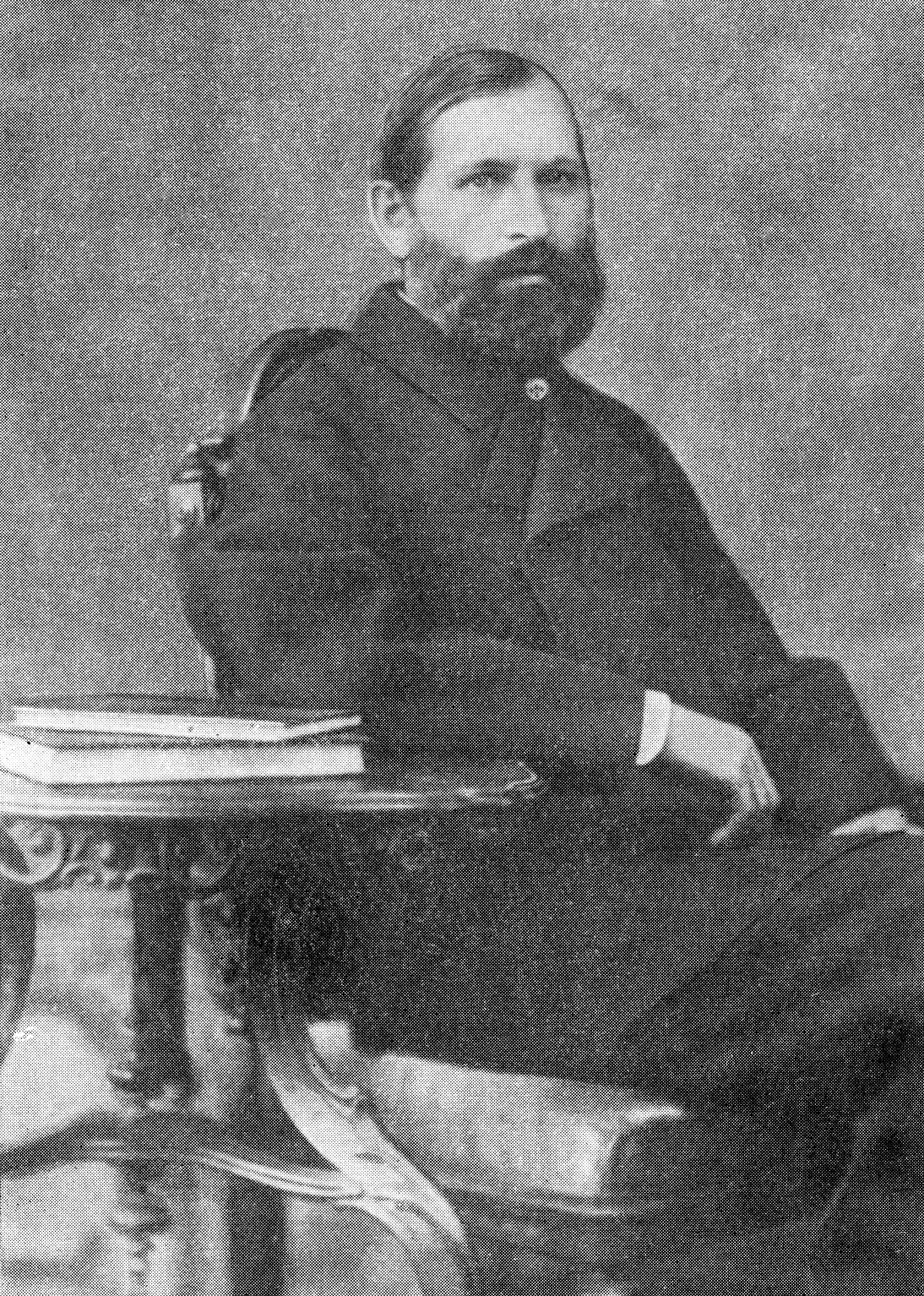
Fjodor Iwanowitsch Buslajew

Fjodor Iwanowitsch Buslajew, russisch Фёдор Ива́нович Бусла́ев, (* 13. Apriljul. / 25. April 1818greg. in Kerensk (heute Wadinsk), Gouvernment Pensa; † 31. Julijul. / 12. August 1897greg. in Ljublino, Moskau) war ein russischer Linguist und Slawist, Volkskundler, Literaturwissenschaftler und Kunsthistoriker.

## Leben
Buslajew stammte aus wenig begüterten Verhältnissen, sein Vater war Anwalt (Sekretär am Kreisgericht). Er besuchte das Gymnasium in Pensa und studierte 1834 bis 1838 in Moskau. Einer seiner akademischen Lehrer war Iwan Iwanowitsch Dawidow (1794–1863). Anschließend begleitete er den Grafen Stroganow auf seiner Kavalierstour durch Deutschland, Frankreich und Italien, wobei er vor allem klassische Altertümer studierte. Danach begann seine Lehrtätigkeit, ab 1847 hielt er selbst Vorlesungen über russische Sprache und Linguistik an der Universität Moskau. 1860 wurde er volles Mitglied der Russischen Akademie der Wissenschaften. 1881 wurde er Professor für Russische Literatur in Moskau. Zuletzt erblindete er.

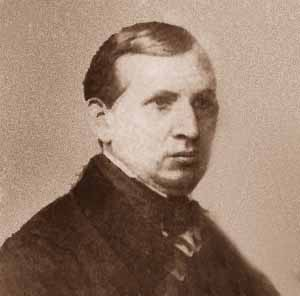
Fjodor Iwanowitsch Buslajew

Er promovierte zweimal (russischer Doktortitel), 1861 in Literatur und 1889 in Kunstgeschichte.
Er war zweimal verheiratet und hatte aus erster Ehe einen Sohn Wladimir (* 1850), der Staatsrat und Gymnasialdirektor war.

## Werk
Buslajew war stark von den Sprachforschungen der Gebrüder Grimm beeinflusst, insbesondere deren Projekt eines historischen Wörterbuchs der deutschen Sprache. Er hielt als Erster in Russland Vorlesungen über vergleichende Sprachwissenschaft der indoeuropäischen Sprachen und über die historische Grammatik des Russischen. Später befasste er sich mit altrussischer Literatur, russischer Folklore, mündlicher Überlieferung und Buchminiaturen. Als Sprachphilosoph trennte er Sprache und Denken, auch wenn sie in enger Beziehung standen. Die Sprache sah er als Ausdruck des Volkslebens und suchte deren Verbindung zu Sitten, Gebräuchen, Geschichte, Folklore. Dabei sah er in der Sprachentwicklung im Sinn der Romantiker einen Niedergang von einer ursprünglichen Form, in der die Sprache noch lebendiger Ausdruck des Denkens war. Er trug umfangreiches Material zusammen um die historische Entwicklung der russischen Sprache und ihrer regionalen Formen zu erschließen. In seinem Buch Wandernde Erzählungen (Russisch, 1874, veröffentlicht 1886) schloss er sich der Ansicht von Theodor Benfey an, dass der Ursprung europäischer Folklore im Osten läge. Dabei sah er Folklore und Mythen als kollektiven Ausdruck des Geisteslebens eines Volkes und gilt damit als Vertreter der mythologischen Schule der vergleichenden Sprachforschung.
In seinem Buch über den Einfluss des Christentums auf die russische Sprache zeigte er, dass dessen Einfluss lange vor der Zeit von Kyrill und Method einsetzte. Seine historische Grammatik des Russischen war ein Standardwerk. Später gab er auch mehr populärwissenschaftliche Bücher heraus über volkstümliche russische Dichtung und Kunst (Ikonen). Er hatte zahlreiche Schüler, darunter Alexander Nikolajewitsch Wesselowski.

## Schriften
Bei den Büchern wird die deutsche Übersetzung des Titels angegeben:
- Über den Muttersprachunterricht, 2 Bände, Moskau 1844, 1867 (Neuausgabe 1941)
- Über den Einfluss des Christentums auf die slawische Sprache, 1848 (anhand des Ostromir-Evangeliars)
- Paläographische und Philologische Materialien für die Geschichte der slawischen Alphabete, 1855
- Versuch einer historischen Grammatik der russischen Sprache, 2 Bände 1858, Neuauflage als Historische Grammatik der Russischen Sprache 1863 und Moskau 1959
- Historische Chrestomathie der kirchenslawischen und altrussischen Sprachen, 1861 (Neuausgabe 2004 von B.A.Uspenski)
- Historische Skizzen volkstümlicher russischer Literatur und Kunst, 2 Bände, Sankt Petersburg 1861
- Volkstümliche Dichtung, Sankt Petersburg 1887
- Die russische persönliche Apokalypse: Zusammenfassung der Bilder von persönlichen Apokalypsen nach russischen Handschriften des 16. bis 19. Jahrhunderts, 2 Bände, 1885 (Bildband mit rund 400 Kupferplatten-Abbildungen alter russischer Kunst)

Er hinterließ auch Memoiren (Moskau 1897), die er diktierte, als er schon erblindet war. Seine Werkausgabe erschien 1908 bis 1930 in Sankt Petersburg in drei Bänden.

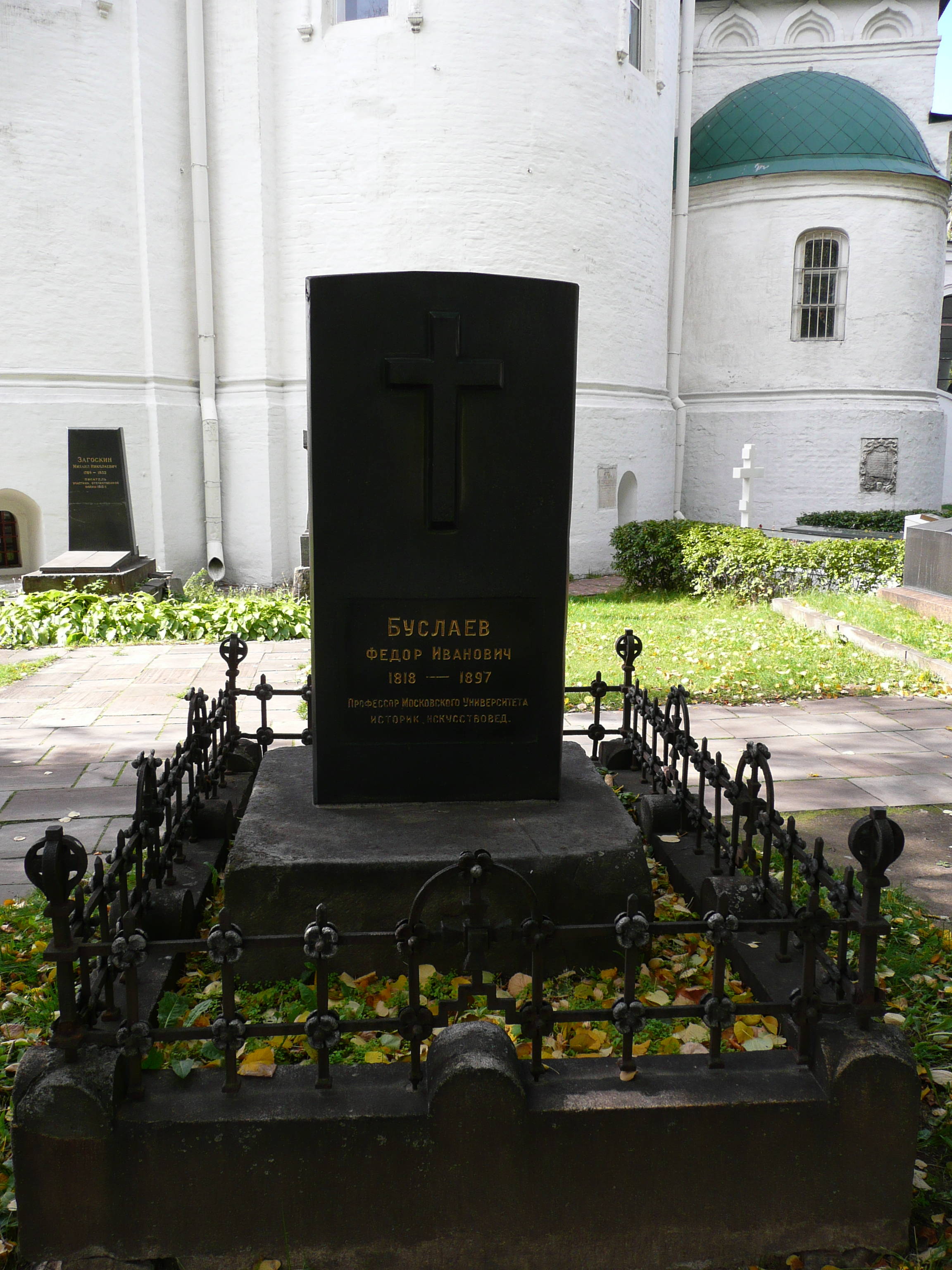
Grab von Buslajew auf dem Nowodewitschi-Friedhof in Moskau